# Obwód nadmorski

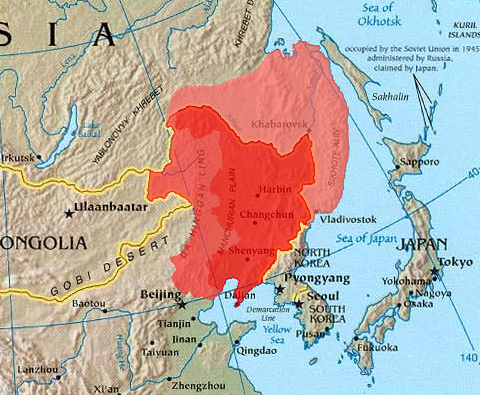
Granica rosyjsko-chińska w latach 1689–1858. Kolorem jasnoczerwonym zaznaczono tereny Cesarstwa Qing anektowane przez Rosję na mocy traktatów Traktat ajguński i Traktat pekiński. Wschodnią część terenów anektowanych objął obwód nadmorski, zachodnia weszła w skład nowo utworzonego obwodu amurskiego

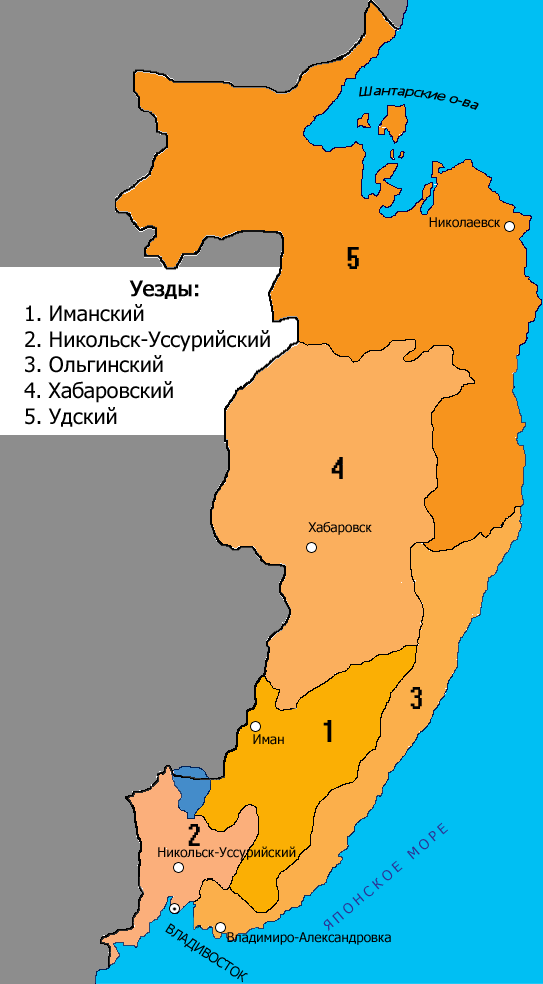
Obwód nadmorski 1912 (5 – okręg udski, wyłączony w 1914 do obwodu sachalińskiego)

Obwód nadmorski (ros. Приморская область) – jednostka administracyjna Imperium Rosyjskiego w Syberii wschodniej, utworzona ukazem Aleksandra II w 1856. Stolicą obwodu był do 1880 Nikołajewsk, w latach 1880–1888 Chabarowsk, od 1888 Władywostok. Zlikwidowany w 1920.
Obwód obejmował do 1909 pas wybrzeża Syberii wschodniej. Był położony pomiędzy 42° a 70° szerokości geograficznej. Od północy graniczył do 1909 z Oceanem Arktycznym (od Zatoki Czauńskiej do Cieśniny Beringa) (od 1909 z nowo utworzonym obwodem kamczackim), od zachodu z obwodem jakuckim i obwodem amurskim, od wschodu z Oceanem Spokojnym, od południa z Cesarstwem Chińskim i Koreą (do 1897 Królestwo Joseon, 1897–1910 Cesarstwo Koreańskie, po 1910 aneksja przez Cesarstwo Japonii).
Powierzchnia obwodu w 1897 wynosiła 1 854 447,5 km² (1 629 424 wiorst²), wśród jednostek administracyjnych Imperium Rosyjskiego zajmował trzecie miejsce pod względem powierzchni (po obwodzie jakuckim i guberni jenisejskiej).
Obwód w początkach XX wieku był podzielony na 9 okręgów.

## Demografia
Osadnictwo rosyjskie na terenie obwodu rozpoczęło się w 1855. Ludność, według spisu powszechnego 1897 – 220 557 osób – Rosjan (35,9%), Ukraińców (14,9%), Chińczyków (13,7%), Koreańczyków (10,9%), Tunguzów (7,6%), Czukczów (4,6%), Koriaków (2,7%), Niwchów (1,9%), Itelmenów (1,8%), Polaków (1,4%), Czuwańców, Eskimosów, Aleutów, Jakutów, Żydów, Tatarów i Japończyków.

### Ludność w okręgach według deklarowanego języka ojczystego 1897[1]
| Okręgi               | Rosjanie | Ukraińcy | Chińczycy | Koreańczycy | Tunguzi | Czukcze | Koriacy | Niwchowie | Itelmeni |
| -------------------- | -------- | -------- | --------- | ----------- | ------- | ------- | ------- | --------- | -------- |
| Obwód ogółem         | 35,9%    | 14,9%    | 13,7%     | 10,9%       | 7,6%    | 4,6%    | 2,7%    | 1,9%      | 1,8%     |
| Anadyrski            | 1,1%     | …        | …         | …           | 5,0%    | 79,4%   | 1,4%    | …         | …        |
| Giżygiński           | 8,2%     | …        | …         | …           | 25,3%   | 8,5%    | 57,7%   | …         | …        |
| Komandorski          | 9,5%     | …        | …         | …           | …       | …       | …       | …         | …        |
| Ochocki              | 10,1%    | …        | …         | …           | 79,1%   | …       | 5,0%    | …         | …        |
| Pietropawłowski      | 31,0%    | …        | …         | …           | 5,3%    | …       | 15,8%   | …         | 47,5%    |
| Udski                | 40,9%    | …        | 8,5%      | 1,8%        | 17,3%   | …       | …       | 23,1%     | …        |
| Ussuryjski           | 67,9%    | 2,8%     | 16,0%     | 4,5%        | 6,2%    | …       | …       | …         | …        |
| Chabarowski          | 49,7%    | 4,5%     | 17,1%     | 2,6%        | 20,4%   | …       | …       | …         | …        |
| Południowoussuryjski | 33,6%    | 25,2%    | 17,1%     | 17,9%       | …       | …       | …       | …         | …        |

| Okręgi               | Polacy | Czuwańcy | Eskimosi | Aleuci | Jakuci | Żydzi | Tatarzy | Japończycy |
| -------------------- | ------ | -------- | -------- | ------ | ------ | ----- | ------- | ---------- |
| Obwód ogółem         | 1,4%   | …        | …        | …      | …      | …     | …       | …          |
| Anadyrski            | …      | 4,0%     | 9,1%     | …      | …      | …     | …       | …          |
| Giżygiński           | …      | …        | …        | …      | …      | …     | …       | …          |
| Komandorski          | …      | …        | …        | 89,6%  | …      | …     | …       | …          |
| Ochocki              | …      | …        | …        | …      | 5,7%   | …     | …       | …          |
| Pietropawłowski      | …      | …        | …        | …      | …      | …     | …       | …          |
| Udski                | 1,1%   | …        | …        | …      | 1,2%   | 1,5%  | 1,4%    | 1,3%       |
| Ussuryjski           | …      | …        | …        | …      | …      | …     | …       | …          |
| Chabarowski          | 1,4%   | …        | …        | …      | …      | …     | …       | …          |
| Południowoussuryjski | 2,0%   | …        | …        | …      | …      | …     | …       | 1,2%       |

W 1909 wydzielono ze składu obwodu nadmorskiego obwód kamczacki (okręgi pietropawłowski, ochocki, giżygiński, anadyrski i komandorski) i obwód sachaliński. W 1914 wydzielono z obwodu okręg udski, który został przyłączony do obwodu sachalińskiego, tworząc w latach 1914–1920 jego część kontynentalną.
W kwietniu 1920, po pokonaniu przez Armię Czerwoną wojsk Białych admirała Aleksandra Kołczaka i zajęciu całej Syberii, obwód nadmorski został zlikwidowany jako samodzielna jednostka administracyjna. Włączono go do marionetkowej Republiki Dalekiego Wschodu, istniejącej do 1922, gdy została wcielona do RFSRR. 20 października 1938 na terytorium historycznego obwodu został utworzony Kraj Nadmorski RFSRR, obecnie (2013) Federacji Rosyjskiej.